# Fiziologie
Fiziologia ( din limba greacă: phisis- natură și logos-cunoaștere) se ocupă cu studiul funcțiilor mecanice, fizice și biochimice ale organismelor vii. 

## Obiectul de studiu al fiziologiei
Fiziologie este o disciplină biologică complexă, ce cuprinde:
- studierea organismelor din perspectiva a mai multor nivele de organizare, atât în ansamblu, cât și fiecare nivel particular ( diferitele sisteme de organe, organele, țesuturile și celulele);
- studierea interacționării dintre un organism și mediul său;
- studierea funcțiilor fiziologice importante a organismelor, precum nutriție, locomoție, reproducere, simțuri.

## Istoria fiziologiei
- În 1628 anatomistul William Harvey descrie circulația sângelui în organism, punând bazele fiziologiei experimentale;
- În 1708, Herman Boerhave pune bazele fiziologiei generale prin lucrarea sa Institutiones medicae.

## Ramurile fiziologiei

### Fiziologia animalelor
- Fiziologia comparativă;
- Fiziologia reproductivă;
- Neurofiziologie;
- Miofiziologie;
- Fiziologia circulatorie.

### Fiziologia umană
- Fiziopatologie;
- Imunologie;
- Endocrinologie;
- Neuroendocrinologie;
- Termoregularea:
  - Termoliză;
  - Termogeneză;
- Electrofiziologie.